# 湖北工业大学
湖北工业大学（英语：Hubei University of Technology，缩写：HBUT）是一所以工学为特色，覆盖多学科门类的省属一本重点多科性大学，坐落在有“九省通衢”之称的国家区域中心城市（华中）——武汉。湖工大是湖北省重点建设高校，教育部本科教学工作水平评估优秀高校，湖北省“2011计划”牵头高校，被湖北省委省政府定位为“在湖北省高教体系中起龙头示范作用的、水平较高的骨干大学”。2011年入选教育部“卓越工程师教育培养计划”高校，2012年成为“中西部高校基础能力建设工程”重点建设大学。
学校办学历史可追溯至1952年创建的武昌农业学校，1984年由原湖北轻工业学院和原湖北农业机械化专科学校合并组建成湖北工学院，2004年更名为湖北工业大学。截止2015年3月，学校总占地面积1675亩，校舍建筑面积近90万平方米。学校设有学部1个，学院（部）12个，独立学院1个，本科专业57个，面向全国31个省、自治区、直辖市招生。学校有全日制普通本科生20000余人，硕士研究生1603人，在职硕士研究生2641人，留学生50人。

## 基础设施
湖北工业大学占地面积1600余亩，校舍建筑面积近90万平方米，拥有完善的教学、科研、文体和后勤服务设施，建有门类齐全的基础实验室和专业实验室，学生公寓均配有空调和开水、热水供应设施。学校图书馆是湖北省高等学校优秀级图书馆，拥有丰富的藏书和数字化资源，4.6万平方米的新图书馆已竣工并投入使用。建有安全通畅的校园网络、智慧快捷的校务平台。
院系专业
截止2014年9月，学校共有57个本科专业。其中，国家特色专业建设点4个，国家特色专业2个，教育部“卓越工程师教育培养计划”入选专业3个，湖北省品牌专业8个，教育部综合改革试点专业3个，湖北省级综合改革试点专业4个，湖北省“战略新兴（支柱）产业人才培养计划”入选专业9个，湖北省“拔尖创新人才培育实验计划”入选专业1个[5] 。
　院系设置	                                 　专业介绍　
湖北工业大学轻工学部	               生物工程、生物技术、生物科学、食品科学与工程、制药工程、轻化工程、化学工程与工艺、高分子材料与工程、材料科学与工程、环境工程、环境科学
湖北工业大学机械工程学院	               测控技术与仪器、测控技术与仪器（产品质量工程）、机械设计制造及其自动化、机械设计制造及其自动化（模具设计与制造方向）、机械设计制造及其自动化（中英合作项目）、工业工程、包装工程、材料成型及控制工程　
湖北工业大学电气与电子工程学院　    电气工程及其自动化、电气工程及其自动化（太阳能技术与工程）、自动化、电子信息工程、电子信息工程（中英合作项目）、通信工程、电子科学与技术
湖北工业大学计算机学院　	                计算机科学与技术、软件工程、网络工程、物联网工程、数字媒体技术　
湖北工业大学土木工程与建筑学院	土木工程、土木工程（防水材料与工程）、土木工程（中德合作项目）、工程管理、交通工程、建筑学、风景园林　
湖北工业大学艺术设计学院　	        视觉传达设计、视觉传达设计（广告设计）、视觉传达设计（中美合作项目）、环境设计、环境设计（展示设计）、公共艺术（装饰设计）、动画　
湖北工业大学工业设计学院          	工业设计、产品设计、产品设计（玩具设计）、产品设计（中美合作项目）　
湖北工业大学经济与管理学院	        市场营销、人力资源管理、财务管理、会计学、信息管理与信息系统、电子商务、行政管理、金融学、金融学（中捷合作项目）、金融学（数理金融实验班）、国际经济与贸易、国际经济与贸易（国贸英语实验班）、保险学、能源经济　
湖北工业大学外国语学院　	                英语、商务英语、汉语国际教育　
湖北工业大学理学院　	                光电信息科学与工程、电子信息科学与技术、信息与计算科学、统计学　
湖北工业大学马克思主义学院	略　
湖北工业大学继续教育学院	略
湖北工业大学体育部	略
（参考资料来源[6] ：截至2015年3月1日）　

## 历史沿革

### 湖北农业机械化专科学校
1952年武昌农业学校创建。                                     
1952年湖北省农业干部学校创建。
1952年武昌农业机械化学校创建。
1952年武昌畜牧兽医学校创建。
1957年武昌农业学校、湖北省农业干部学校、武昌农业机械化学校、武昌畜牧兽医学校合并组建湖北省农业学校。
1958年湖北省农业学校升格为湖北农业机械化专科学校。
1970年湖北农业机械化专科学校与武汉工学院（今武汉理工大学前身）参与合并组建湖北农机学院。
1973年湖北农机学院（原湖北农业机械化专科学校部分）改建为湖北省农业机械学校。
1975年湖北省农业机械学校并入华中农学院（今华中农业大学前身）。
1979年华中农学院农机系（原湖北省农业机械学校部分）改建为湖北农业机械化专科学校。
1984年湖北农业机械化专科学校与湖北轻工业学院合并组建湖北工学院。

### 湖北轻工业学院
1956年武汉食品工业会计学校创建。
1957年武汉食品工业会计学校更名为武汉食品工业管理学校。
1958年武汉食品工业管理学校更名为武汉食品工业学校。
1958年湖北化学工业专科学校创建。
1961年湖北化工专科学校、湖北建筑工程学校、湖北燃料工业学校、武汉食品工业学校合并组建湖北省工业技术学校。
1972年湖北省工业技术学校更名为湖北省轻工业学校。
1978年经国家教委批准，在湖北轻工业学校轻工、纺织专业分离的基础上组建四所新学校。分出纺织专业成立武汉纺织工学院（今武汉纺织大学前身）和湖北省纺织工业学校；分出轻工专业成立湖北轻工业学院和湖北轻工业学校。
1984年，湖北省委、省政府将湖北轻工业学院（当时中南地区仅有的两所轻工类本科院校之一）和湖北农业化机械专科学校合并组建湖北工学院。

### 湖北工学院
1950年中南兵工职工学校创建。
1951年中南兵工职工学校更名为中央兵工总局中南兵工学校。
1952年中央兵工总局中南兵工学校更名为中央兵工总局中南中湘学校。
1953年中央兵工总局中南中湘学校更名为第二一二技工学校。
1956年第二一二技工学校更名为武汉机械制造工业学校。
1958年武汉机械制造工业学校、湖北工业学校合并组建湖北机械工业专科学校。
1960年湖北机械工业专科学校升格为湖北工学院。
1960年华中工学院（今华中科技大学前身）汽车拖拉机专业等并入湖北工学院。
1961年湖北工学院（本科部分）并入武汉工学院（今武汉理工大学前身），（冶金机械）并入武汉钢铁学院（今武汉科技大学前身），（专科部分）改建为湖北机械工业专科学校。
1961年湖北工学院撤销。
1984年湖北省委、省政府大力调整高等教育结构，将湖北轻工业学院和湖北农业机械专科学校合并组建新的湖北工学院并决定重点建设湖北工学院等两所省属重点大学。
1986年被国务院学位委员会批准为硕士学位授予权单位，是最早从事硕士研究生培养工作的省属院校之一。
1998年通过教育部本科教学工作合格评价。
2003年湖北省机电研究设计院整体并入湖北工学院。

### 湖北工业大学
2004年经教育部批准，学校更名为湖北工业大学。
2006年学校在教育部组织的本科教学工作水平评估中获优秀。
2007年始建于1977年的湖北省农业机械工程研究设计院和湖北省农机鉴定站（湖北省农机产品质量监督检验站）整体并入湖北工业大学[2] 。
2010年获得“全国毕业生就业典型经验高校”称号。
2011年入选教育部“卓越工程师教育培养计划”高校。
2012年成为“中西部高校基础能力建设工程”重点建设大学。
2013年学校下属机构——湖北省机电研究设计院经批准设立“湖北省机电研究设计院博士后科研工作站”。
2014年经湖北省招生委员会批复，湖北工业大学正式成为一所以在湖北省本科一批次招生为主体，全国大部分省份本科一批次招生为次的一本大学[1] 。

## 科研机构
截止2015年1月，学校建有1个教育部重点实验室、1个教育部研究生创新中心、1个国家技术转移示范机构、4个湖北省“2011计划”协同创新中心、4个湖北省重点实验室、8个湖北省工程技术（研究）中心、4个湖北省人文社科重点研究基地、17个湖北省校企共建产品研发中心，共有不同类别的省部级科研平台30多个。学校下设湖北省机电研究设计院，于2013年批准设立博士后科研工作站。另有机电研究设计院股份公司、农机工程研究设计院、农机鉴定站等科研单位 。
重点科研平台
国家技术转移示范机构（1个）　	湖北工业大学成果转化中心　
教育部重点实验室（1个）　	发酵工程教育部重点实验室
湖北省重点实验室（4个）　　	绿色轻工材料湖北省重点实验室	现代制造质量工程湖北省重点实验室
工业微生物湖北省重点实验室　	河湖生态修复及藻类利用湖北省重点实验室
湖北省“2011计划”协同创新中心（4个）	工业发酵湖北省协同创新中心　
太阳能高校利用湖北省协同创新中心
产业升级与区域金融湖北省协同创新中心　
宏观质量管理湖北省协同创新中心　
湖北省工程技术研究中心（8个）　	湖北省汽车结构振动与噪声控制工程技术研究中心
湖北省食品发酵工程技术研究中心　
湖北省桥梁安全监控技术与装备工程技术研究中心
湖北省防水材料与工程技术研究中心　
湖北省农机装备智能化工程技术研究中心　
湖北省橡胶成型加工及装备工程技术研究中心　
湖北省电网智能控制与装备工程技术研究中心　
湖北省包装装备工程技术研究中心　
湖北省人文社科重点研究基地（4个）　	湖北文化创意产业化设计研究中心　	湖北循环经济发展研究中心　
湖北省职业教育发展研究中心　	湖北农村社会管理创新研究中心　
博士后科研工作站（1个）　　	湖北省机电研究设计院博士后科研工作站　
其他省级科研机构（3个）　	湖北省机电研究设计院
湖北省农机鉴定站
湖北省农业机械工程研究设计院
（参考资料来源 ：截至2015年1月15日）　

## 科研成果
截止2014年9月，学校共承担各类科研项目2000项，其中国家级项目68项、承担省市级以上科研项目1580项、主持国家基金项目158项，参与“973”、“863”、国家科技支撑计划和科技部科技重大专项研究10多项，年科研经费超过4130万元，转让推广科技成果472项；公开出版著作（含国家规划教材等）410部，发表学术论文5802篇，其中被SCI、EI、ISTP三大检索系统收录309篇，被《新华文摘》、人大复印资料收录或转载621篇。学校先后获得包括国家科技进步一等奖、省部级科学技术奖、社会科学奖98项，各级科技进步、国家发明奖、发展研究奖、优秀调研奖108项。

## 学术交流
截止2014年4月，学校先后与美国、德国、法国、英国、捷克、芬兰、加拿大、澳大利亚等40多个国家的高校和研究机构建立合作关系，开办有专、本、硕不同层次的国际合作办学项目8项，学生近1300人。来自美国、德国、意大利、荷兰等40多个国家的近200名外国留学生先后来校学习和深造；每年聘请近50名外籍专家、教师来校任教或讲学；每年选派数百名师生赴国外学习深造、交流访学。学校先后成立了“湖北工业大学菲利普斯亲水胶体研究中心”，“湖北工业大学中美能源研究中心”,“湖北工业大学中法城市可持续发展平台”等科研平台，获批多项国家外专局资助的国际科研合作项目；先后承办了“湖北--苏格兰创意艺术教育论坛”、“中德艺术设计论坛”、“世界著名科学家来鄂讲学论坛”、 “土木与建筑设计创新暨前沿技术国际论坛”等高层次国际学术会议。